# Ван дер Кёйл, Пит
Пит ван дер Кёйл (нидерл. Piet van der Kuil; род. 10 февраля 1933, Велзен, Северная Голландия) — нидерландский футболист, нападающий, завершивший игровую карьеру. Выступал за «Аякс», ПСВ, «Блау-Вит» и «Телстар». За национальную сборную Нидерландов провёл 40 матчей и забил 9 мячей. В настоящее время является директором и тренером собственной детской футбольной школы.

## Биография
Пит ван дер Кёйл родился 10 февраля 1933 года в нидерландском городе Велзене, Северной Голландии.

### Клубная карьера
Пит начал свою футбольную карьеру сразу после окончания Второй мировой войны, первым клубом для Пита стала местная команда Велзена, клуб ВСВ, в который Пит пришёл в возрасте 12 лет. Однажды, после игры между ВСВ и амстердамским «Аяксом» на стадионе «Де Мер», к Питу подошёл Джек Рейнолдс и спросил у Ван дер Кёйла, не хочет ли он перейти в «Аякс», Пит ответил, что хотел бы перейти. В 1954 году клубы договорись о переходе Ван дер Кёйла из ВСВ в «Аякс» за 17 тысяч гульденов, в то время главным тренером «Аякса» был австриец Карл Хуменбергер. Дебютировал Пит за «Аякса» в 1955 году в матче против клуба НОАД, матч, который состоялся в городе Бреда, завершился победой «Аякса» со счётом 1:2. В своём первом сезоне в чемпионате Нидерландов Пит забил 17 мячей в 33 матчах, став лучшим бомбардиром «Аякса».
В сезоне 1956/1957 Пит стал первым чемпионом первого официального профессионального чемпионата по футболу в Нидерландах, до этого футбол в Нидерландах не считался профессиональным видом спорта. Всего в составе «Аякса» Пит провёл 124 матча и забил 55 мячей.
В 1959 году за 175 тысяч гульденов Пит перешёл в ПСВ из Эйндховена. В составе «ПСВ» ван дер Кёйл провёл три сезона, после которых перешёл в амстердамский «Блау-Вит». Новый клуб Пита в чемпионате Нидерландов 1963/1964 занял предпоследнее место и покинул высший дивизион Нидерландов, а ван дер Кёйл по окончании неудачного сезона покинул клуб. В 1964 году Пит перешёл в клуб «Телстар» из своего родного города Велзена. В 1966 году ван дер Кёйл завершил свою футбольную карьеру в возрасте 33 лет.

### Карьера в сборной
В национальной сборной Нидерландов Пит дебютировал в возрасте 19 лет 6 апреля 1952 года в матче против сборной Бельгии, который завершился поражением Нидерландов со счётом 4:2. Свой первый мяч Пит забил 15 ноября 1952 года в матче против сборной Англии, разрешившийся вничью 2:2. Всего за сборную ван дер Кёйл сыграл 40 матчей и забил 9 мячей. Свою последнюю игру за Нидерланды, Пит провёл 14 октября 1962 года в матче против сборной Бельгии, завершившийся победой бельгийцев со счётом 2:0. Пит также выступал за олимпийскую сборную Нидерландов на Летних Олимпийских играх 1952.

### Тренерская карьера
В 2001 году Пит основал собственную детскую футбольную школу в Велзене, в которой занимаются дети от 7 до 12 лет. Сам же Пит и стал одним из тренеров .

## Статистика

### Матчи ван дер Кёйла за сборную Нидерландов
| Матчи ван дер Кёйла за сборную Нидерландов | Матчи ван дер Кёйла за сборную Нидерландов | Матчи ван дер Кёйла за сборную Нидерландов | Матчи ван дер Кёйла за сборную Нидерландов | Матчи ван дер Кёйла за сборную Нидерландов | Матчи ван дер Кёйла за сборную Нидерландов |
| ------------------------------------------ | ------------------------------------------ | ------------------------------------------ | ------------------------------------------ | ------------------------------------------ | ------------------------------------------ |
| №                                          | Дата                                       | Соперник                                   | Счёт                                       | Голы ван дер Кёйла                         | Соревнование                               |
| 1                                          | 6 апреля 1952                              | Бельгия                                    | 2:4                                        | —                                          | Товарищеский матч                          |
| 2                                          | 14 мая 1952                                | Швеция                                     | 0:0                                        | —                                          | Товарищеский матч                          |
| 3                                          | 16 июля 1952                               | Бразилия                                   | 1:5                                        | —                                          | Олимпийские игры 1952                      |
| 4                                          | 21 сентября 1952                           | Дания                                      | 2:3                                        | —                                          | Товарищеский матч                          |
| 5                                          | 19 октября 1952                            | Бельгия                                    | 1:2                                        | —                                          | Товарищеский матч                          |
| 6                                          | 15 ноября 1952                             | Англия                                     | 2:2                                        | 1                                          | Товарищеский матч                          |
| 7                                          | 7 марта 1953                               | Дания                                      | 1:2                                        | —                                          | Товарищеский матч                          |
| 8                                          | 22 марта 1953                              | Швейцария                                  | 1:2                                        | —                                          | Товарищеский матч                          |
| 9                                          | 27 сентября 1953                           | Норвегия                                   | 0:4                                        | —                                          | Товарищеский матч                          |
| 10                                         | 19 мая 1954                                | Швеция                                     | 1:6                                        | —                                          | Товарищеский матч                          |
| 11                                         | 28 апреля 1957                             | Бельгия                                    | 1:1                                        | —                                          | Товарищеский матч                          |
| 12                                         | 26 мая 1957                                | Австрия                                    | 2:3                                        | —                                          | Чемпионат мира 1958 (отбор)                |
| 13                                         | 11 сентября 1957                           | Люксембург                                 | 5:2                                        | —                                          | Чемпионат мира 1958 (отбор)                |
| 14                                         | 25 сентября 1957                           | Австрия                                    | 1:1                                        | —                                          | Чемпионат мира 1958 (отбор)                |
| 15                                         | 17 ноября 1957                             | Бельгия                                    | 5:2                                        | —                                          | Товарищеский матч                          |
| 16                                         | 13 апреля 1958                             | Бельгия                                    | 7:2                                        | —                                          | Товарищеский матч                          |
| 17                                         | 23 апреля 1958                             | Нидерландские Антильские острова           | 8:1                                        | 1                                          | Товарищеский матч                          |
| 18                                         | 4 мая 1958                                 | Турция                                     | 1:2                                        | —                                          | Товарищеский матч                          |
| 19                                         | 28 мая 1958                                | Норвегия                                   | 0:0                                        | —                                          | Товарищеский матч                          |
| 20                                         | 28 сентября 1958                           | Бельгия                                    | 3:2                                        | —                                          | Товарищеский матч                          |
| 21                                         | 15 октября 1958                            | Дания                                      | 5:1                                        | 1                                          | Товарищеский матч                          |
| 22                                         | 2 ноября 1958                              | Швейцария                                  | 2:0                                        | —                                          | Товарищеский матч                          |
| 23                                         | 19 апреля 1959                             | Бельгия                                    | 2:2                                        | —                                          | Товарищеский матч                          |
| 24                                         | 10 мая 1959                                | Турция                                     | 0:0                                        | —                                          | Товарищеский матч                          |
| 25                                         | 13 мая 1959                                | Болгария                                   | 2:3                                        | —                                          | Товарищеский матч                          |
| 26                                         | 27 мая 1959                                | Шотландия                                  | 1:2                                        | —                                          | Товарищеский матч                          |
| 27                                         | 4 октября 1959                             | Бельгия                                    | 9:1                                        | 3                                          | Товарищеский матч                          |
| 28                                         | 21 октября 1959                            | ФРГ                                        | 0:7                                        | —                                          | Товарищеский матч                          |
| 29                                         | 4 ноября 1959                              | Норвегия                                   | 7:1                                        | 1                                          | Товарищеский матч                          |
| 30                                         | 3 апреля 1960                              | Болгария                                   | 4:2                                        | —                                          | Товарищеский матч                          |
| 31                                         | 24 апреля 1960                             | Бельгия                                    | 1:2                                        | —                                          | Товарищеский матч                          |
| 32                                         | 18 мая 1960                                | Швейцария                                  | 1:3                                        | —                                          | Товарищеский матч                          |
| 33                                         | 2 октября 1960                             | Бельгия                                    | 4:1                                        | 1                                          | Товарищеский матч                          |
| 34                                         | 30 октября 1960                            | Чехословакия                               | 0:4                                        | —                                          | Товарищеский матч                          |
| 35                                         | 19 апреля 1961                             | Мексика                                    | 1:2                                        | —                                          | Товарищеский матч                          |
| 36                                         | 30 апреля 1961                             | Венгрия                                    | 0:3                                        | —                                          | Чемпионат мира 1962 (отбор)                |
| 37                                         | 14 мая 1961                                | ГДР                                        | 1:1                                        | —                                          | Чемпионат мира 1962 (отбор)                |
| 38                                         | 22 октября 1961                            | Венгрия                                    | 3:3                                        | —                                          | Чемпионат мира 1962 (отбор)                |
| 39                                         | 9 мая 1962                                 | Северная Ирландия                          | 4:0                                        | 1                                          | Товарищеский матч                          |
| 40                                         | 14 октября 1962                            | Бельгия                                    | 0:2                                        | —                                          | Товарищеский матч                          |

Итого: 40 матчей / 9 голов; 12 побед, 9 ничьих, 19 поражений.

## Достижения
- Чемпион Нидерландов: 1956/57, 1962/63